# I AM YOUR FATHER/アイ・アム・ユア・ファーザー
『I AM YOUR FATHER/アイ・アム・ユア・ファーザー』（原題：I Am Your Father）は、2015年制作のスペインのドキュメンタリー映画。
映画史上に残る世界的大ヒットSF映画『スター・ウォーズシリーズ』第4作から6作まで悪役ダース・ベイダーのスーツアクターを務めたデヴィッド・プラウズのその後の人生に迫った作品。タイトル（意味：私はお前の父親だ）は、『スター・ウォーズ エピソード5/帝国の逆襲』のラストでダース・ベイダーがルーク・スカイウォーカーに放った言葉に由来する。

## あらすじ
『スター・ウォーズシリーズ』第4作から6作までダース・ベイダーのスーツアクターを務めた俳優デヴィッド・プラウズはその後、シリーズの生みの親ジョージ・ルーカスとの間でトラブルが重なり、ある事件をきっかけに『スター・ウォーズ』公式ファンイベントへの出入りを禁じられてしまう。
ダース・ベイダーを深くリスペクトする映像クリエイターたちがその真実を明らかにするため、当時のスタッフ・キャストに取材を敢行、プラウズの人生の光と影を描き出していく。
さらに彼らはプラウズ本人と対面、彼にもう一度ダース・ベイダーとしてあの名シーンを演じて欲しいという大胆な提案をする。

## キャスト
※全て本人。
- デヴィッド・プラウズ
- ケニー・ベイカー
- マイケル・アティエ
- マーカス・ハーン
- ゲイリー・カーツ
- ブライアン・ミュアー
- ロバート・ワッツ
- ジェレミー・ブロック
- ルー・フェリグノ
- ナレーター：コルム・ミーニー